# Tilapia deckerti

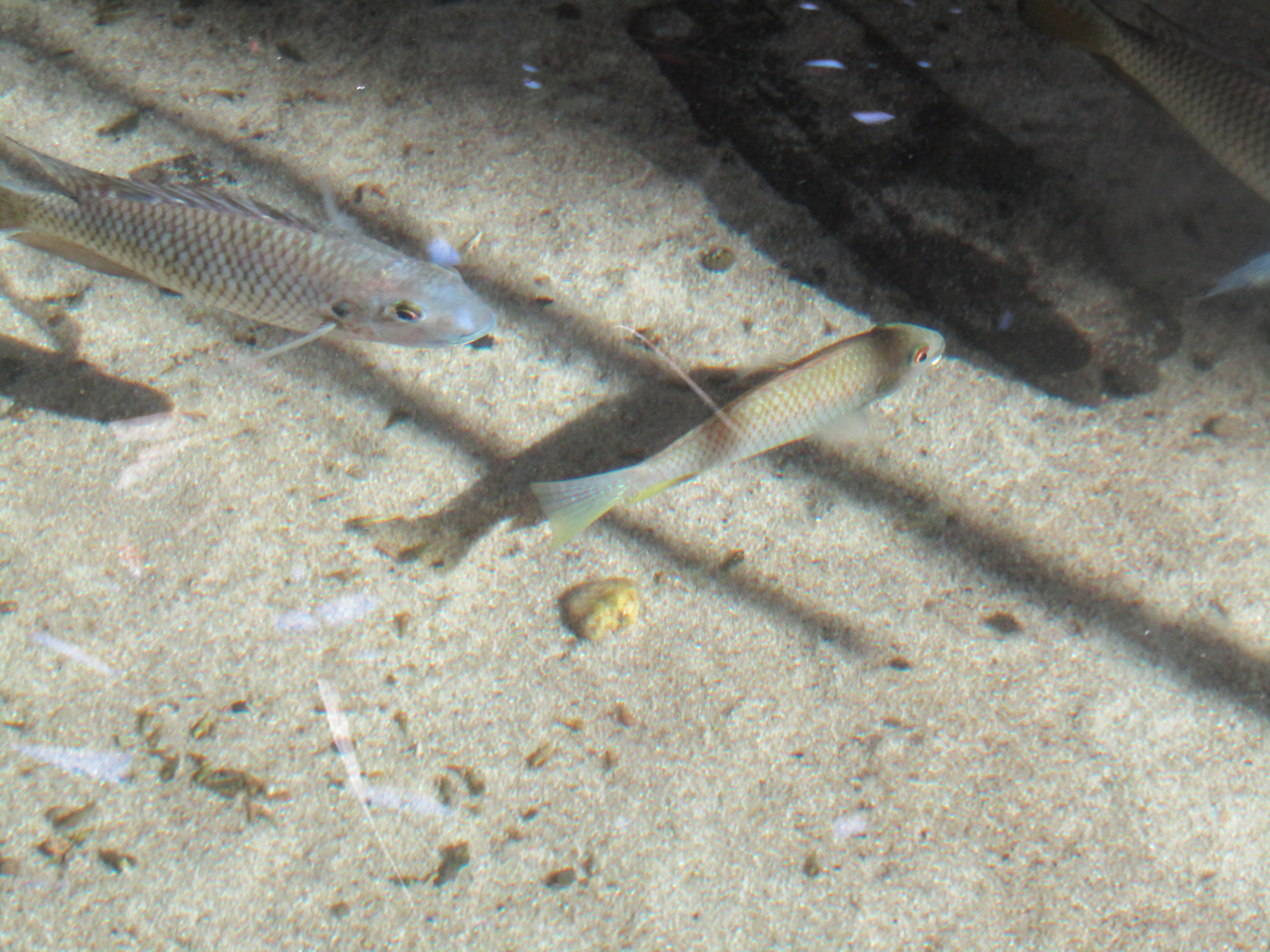
Imagem de uma tilapia deckerti

Tilapia deckerti é uma espécie de peixe da família Cichlidae.
É endémica de Camarões.